# 若望八世
教宗若望八世（拉丁語：Ioannes PP. VIII；？—882年12月16日）本名不可考，於872年12月14日至882年12月16日出任教宗。

## 事蹟
876年曾致信給禿頭查理要求出兵抵禦薩拉森人的入侵未果，877年召見拿坡里與阿馬爾菲等國家的代表，希望他們不要與伊斯蘭教勢力結盟同樣未果，拿坡里的執政官甚至將反伊斯蘭教勢力的主教挖出雙眼摒下獄，若望八世最後以一年內不得掠奪義大利西海岸為條件，向薩拉森海盜支付2.5萬枚銀幣乞和，未料879年春薩拉森海盜重新掃蕩教宗的領地，若望八世曾以神聖羅馬帝國之加冕禮利誘東、中、西法蘭克王出兵襄助，又呼籲羅馬以南的海港城市加入抗擊薩拉森人的同盟，甚至致信拜占庭帝國，然而最後皆以失敗告終。
882年，若望八世遇刺身亡。

## 譯名列表
- 若望八世：天主教香港教區禮儀委員會：禧年專頁 （页面存档备份，存于）、香港天主教教區檔案　歷任教宗、《大英簡明百科知識庫》2005年版、國立編譯舘 作若望。
- 约翰八世：《世界人名翻譯大辭典》1993年版作約翰。